# Julien Clément (golf)
Pour les articles homonymes, voir Julien Clément et Clément.
Julien Clément, né le 28 mai 1981, est un golfeur suisse.

## Biographie
En 2002, il s'inscrit à la Qualifying School, l'entrée pour accéder au circuit européen. Placé au 32e rang, il fait partie des 39 finalistes à obtenir une place pour la saison suivante. Il évolue depuis sur celui-ci et sur le Challenge Tour. Ses meilleurs résultats sont une place de 161e à l'issue de la saison 2008 sur le circuit européen et une place de 69e sur le Challenge Tour en 2005.